# Wąwóz Kraków

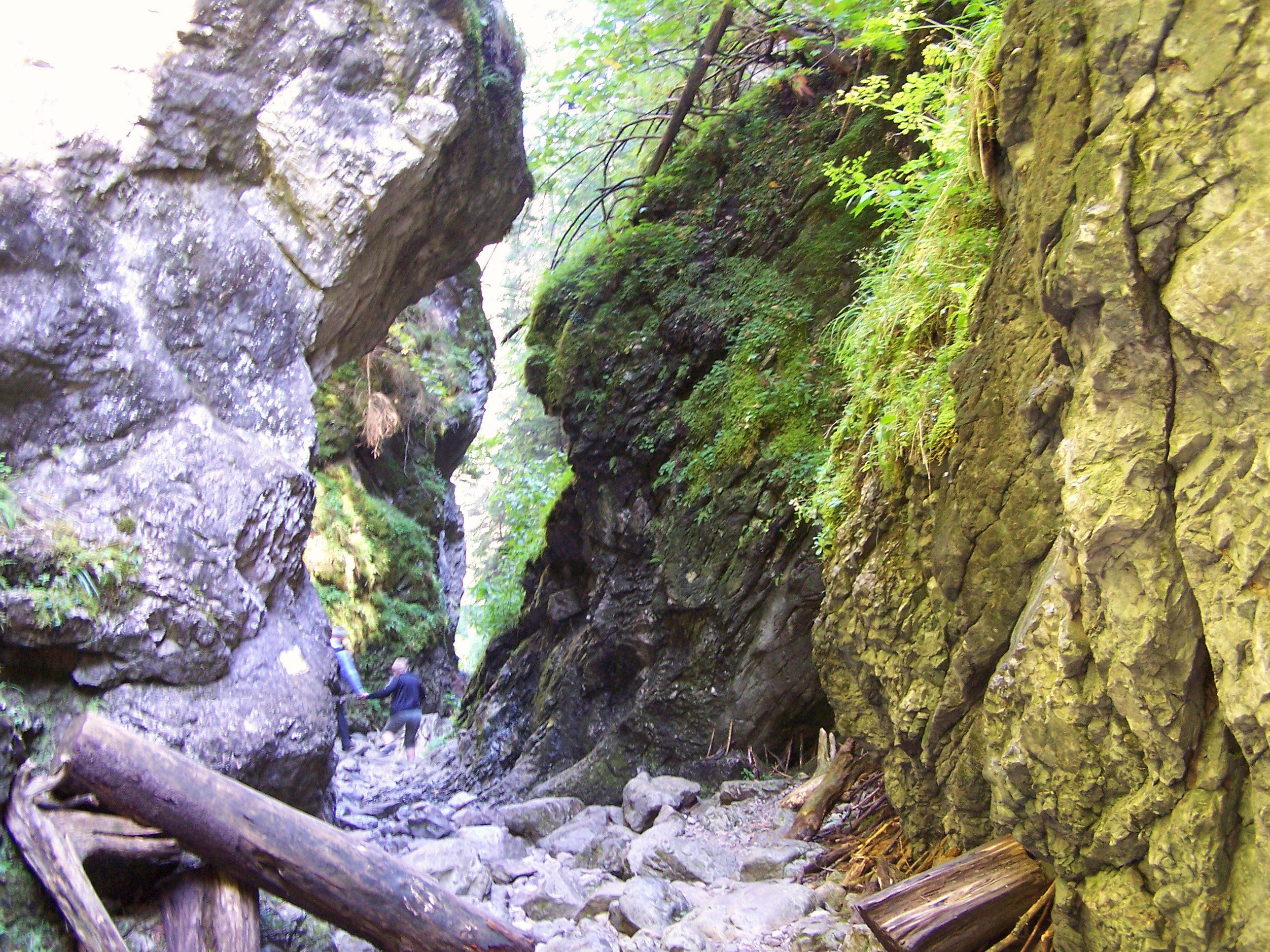
Schlucht

Die eiszeitlich durch Gletscher geformte Schlucht Wąwóz Kraków ist ein Tal in der polnischen Westtatra in der Woiwodschaft Kleinpolen. Es befindet sich auf dem Gemeindegebiet von Kościelisko im Powiat Tatrzański.

## Geographie
Die Schlucht ist eine Schlucht des Haupttals Dolina Kościeliska und befindet sich in dem 2096 Meter hohen Massiv des Ciemniak. Die Felswände im Tal sind aus Kalkstein.
Das Tal fällt von Osten nach Westen von ungefähr 2096 Höhenmetern auf 1040 herab. In der Schlucht befinden sich ca. 140 Höhlen, von denen die Jaskinia Wysoka – Za Siedmiu Progami, Jaskinia Lodowa w Ciemniaku, Jaskinia Psia, Jaskinia Poszukiwaczy Skarbów, Groby, Jaskinia pod Zamkiem, Jaskinia Zakosista, Jaskinia pod Okapem und insbesondere die Smocza Jama die bekanntesten sind.
Der untere Teil der Schlucht ist für Touristen zugänglich. Der obere Teil der Schlucht ist ein streng geschütztes Naturreservat und nicht für Wanderer geöffnet.

## Etymologie
Der Name lässt sich übersetzen als „Krakauer Schlucht“. Er stammt von der Höhle Smocza Jama, die die Namensgeber an die Höhle Smocza Jama im Massiv des Wawels in Krakau erinnert hat.

## Flora und Fauna
Die Schlucht ist Rückzugsgebiet für zahlreiche Säugetiere und Vogelarten.

## Klima
In der Schlucht herrscht Hochgebirgsklima.

## Almwirtschaft
Vor der Errichtung des Tatra-Nationalparks im Jahr 1954 wurde das Tal vor allem von Räubern und Schatzsuchern aufgesucht.

## Tourismus
Durch den unteren Teil der Schlucht führt ein Wanderweg.
- ▬ Ein gelb markierter Wanderweg von der Alm Polana Pisana durch die Schlucht zur Höhle Smocza Jama; der Wanderweg ist als Einbahnstraße angelegt